# كين تشيرشل
كين تشيرشل (بالإنجليزية: Ken Churchill) هو منافس ألعاب قوى أمريكي، ولد في 20 أكتوبر 1910 في هوليستير في الولايات المتحدة، وتوفي في 1980.

## وصلات خارجية
- كين تشيرشل على موقع أوليمبيديا (الإنجليزية)